# The Cheesecake Factory

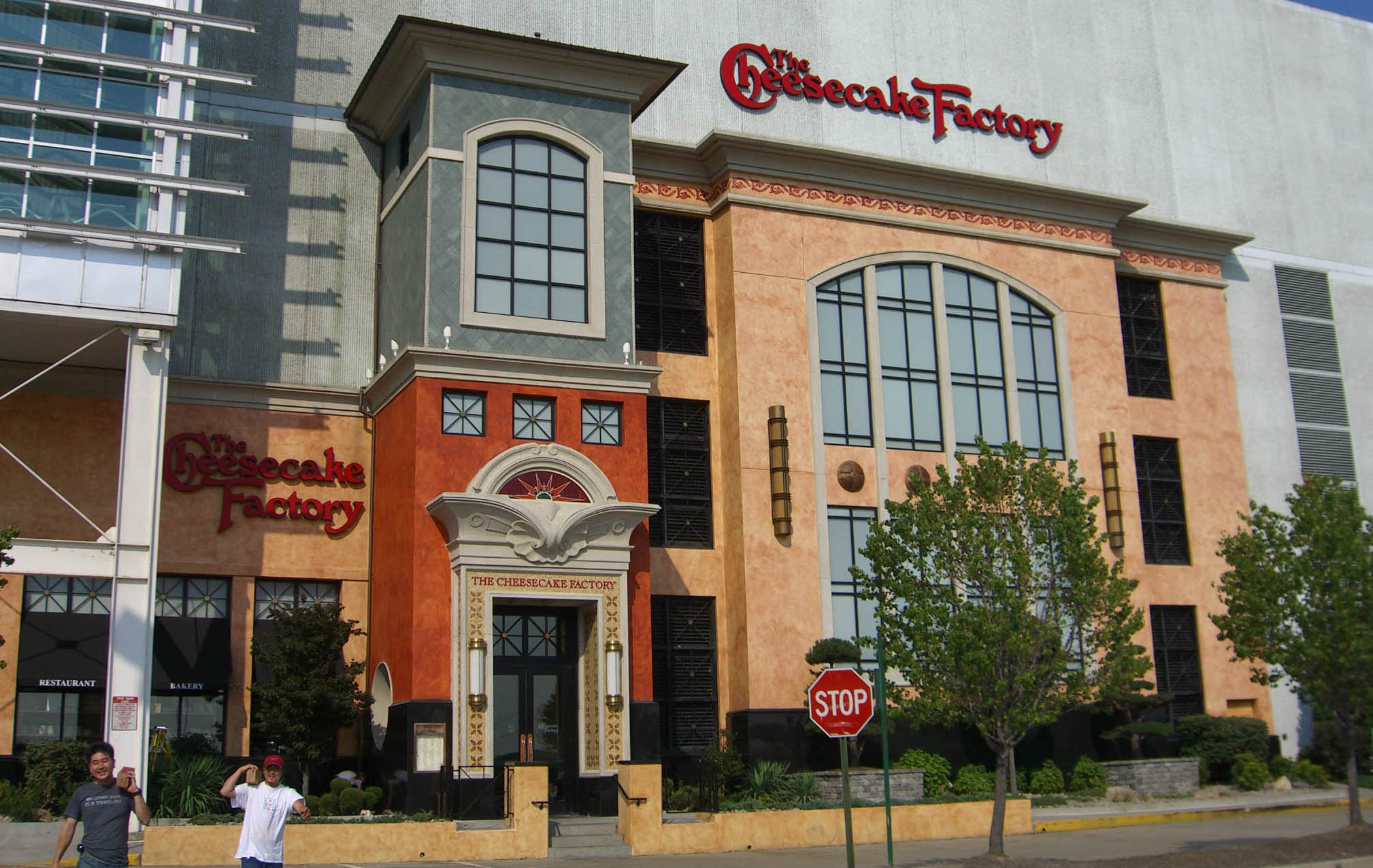
Cheesecake Factory im Palisades Center in West Nyack, New York

The Cheesecake Factory (englisch für Die Käsekuchenfabrik) ist ein US-amerikanisches Gastronomieunternehmen mit Sitz in Calabasas, Kalifornien. Das Unternehmen, das ursprünglich auf Käsekuchen spezialisiert war, betreibt zurzeit weltweit etwa 220 Restaurants, davon 206 unter dem Namen The Cheesecake Factory, 13 als Grand Lux Cafe und eines unter der Marke RockSugar Southeast Asian Kitchen. Zudem betreibt The Cheesecake Factory zwei Produktionshallen in Calabasas sowie in Rocky Mount, North Carolina, und lizenziert Menüs für andere Gastronomiebetriebe. Auch produziert das Unternehmen Backwaren für die Cafés in einigen Filialen des Buchhändlers Barnes & Noble.

## Geschichte
Ende der 1950er-Jahre eröffnete Evelyn Overton ein Käsekuchengeschäft in Detroit, Michigan, das sie jedoch nur wenig später wieder aufgab, um ihre Kinder aufziehen zu können. Dabei betrieb sie nebenbei eine Küche in ihrem Keller, über die sie Kuchen an mehrere lokale Restaurants verkaufte. 1972 zog Overton zusammen mit ihrem Ehemann nach Woodland Hills an der amerikanischen Westküste. Dort betrieben sie und ihr Mann eine Bäckerei mit dem Namen The Cheesecake Factory Bakery und vertrieben etwa 20 verschiedene Käsekuchen an umliegende Restaurants.
1978 eröffnete Evelyn Overtons Sohn David Overton ein Sandwichrestaurant in Beverly Hills, das unter anderem zehn variierte Käsekuchen anbot. 1983 eröffnete er in Marina del Rey ein weiteres Restaurant mit 270 Plätzen. Das ursprüngliche Restaurant verzeichnete schnell wirtschaftliche Gewinne und wurde nach und nach vergrößert. Der wirtschaftliche Erfolg, der jährliche Gewinn des Unternehmens stieg um etwa 15 %, führte zur Eröffnung eines dritten Restaurants am King Harbor in Redondo Beach, das auf einer Fläche von ca. 2.000 m² etwa 300 Gästen Platz bot. Zudem wurde das Menü erweitert.
Ab Anfang der 1990er-Jahre begann The Cheesecake Factory, auch außerhalb Kaliforniens zu expandieren und eröffnete ein Restaurant in Washington, D.C. Im Februar 1992 wurde das Unternehmen offiziell unter dem Namen The Cheesecake Factory gegründet und im September 1993 an die Börse gebracht. Mit der Expansion begann das Unternehmen auch, die Speisekarte zu ändern und bot neben bisher fast ausschließlich angebotenen Käsekuchen nun auch Produkte wie Pizza, Pasta, Steaks, Hähnchen- und Schweinefleisch sowie vegetarisches Essen an. Dazu kamen damals 42 verschiedene Käsekuchenvariationen, etwa 70 % der Kunden bestellten damals Nachtisch. 1995 eröffneten zwei weitere Restaurants in Kalifornien sowie ein weiteres in Buckhead im Bundesstaat Georgia, das zweite außerhalb Kaliforniens. Das Unternehmen plante von nun an mit drei bis vier Neueröffnungen pro Jahr und einer Gewinnsteigerung um 25 %. Zudem änderte The Cheesecake Factory ihre Karte zweimal jährlich (im Juni und Dezember).
Ebenfalls 1995 wurde in Rocky Mount im Bundesstaat North Carolina mit dem Bau einer neuen Großbäckerei begonnen, um die wachsende Zahl an Restaurants sowie die von der Cheesecake Factory belieferten Einzelhändler mit einer ausreichenden Menge an Backwaren versorgen zu können. Ende des Jahres zog die Unternehmenszentrale von Woodland Hills nach Calabasas um. Im Sommer 1996 wurden zwei weitere Restaurants eröffnet; eines im Olchard City Center in Skokie, Illinois, und ein weiteres in Baltimore. Ende des Jahres folgten erneut zwei Restaurants am County Club Plaza in Kansas City, Missouri, sowie in der Old Town von Pasadena. Die Gesamtzahl der Standorte belief sich nun auf 18. Am 14. November 2005 wurde in Palm Beach Gardens, Florida, das hundertste Restaurant der Kette eröffnet. Im April 2013 verfügte The Cheesecake Factory über 162 Restaurants in 36 Bundesstaaten. Im Jahr 2017 machte der Verkauf von Desserts etwa 16 % des Umsatzes aus.
Bis 2008 betrieb The Cheesecake Factory ein Selbstbedienungsrestaurant im Freizeitpark DisneyQuest in Lake Buena Vista, Florida. Im Juli 2019 kaufte das Unternehmen Fox Restaurant Concepts für insgesamt 353 Millionen US-Dollar und übernahm damit deren Restaurantketten North Italia und Flower Child.

### Weltweite Expansion

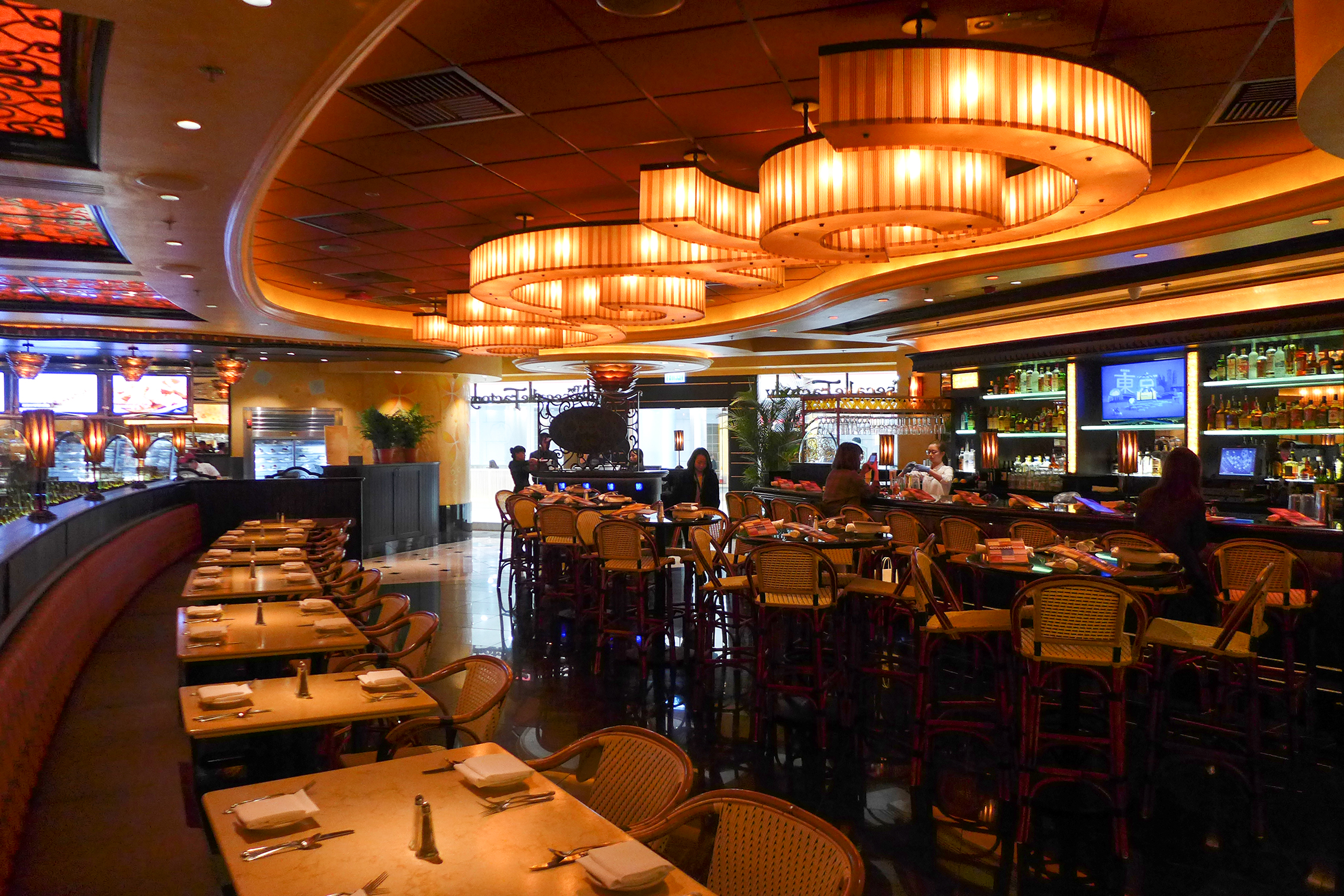
Gastraum der Cheesecake Factory in Hongkong (2017)

Inzwischen hat sich das Unternehmen durch Franchising sowie Lizenzvereinbarungen mit anderen Unternehmen auch auf den internationalen Markt ausgedehnt. Am 16. August 2012 eröffnete durch eine Partnerschaft mit dem kuwaitischen Unternehmen M.H. Alshaya das erste Cheescake-Factory-Restaurant außerhalb der USA in der Dubai Mall in den Vereinigten Arabischen Emiraten. Am 28. August 2013 wurde in der puerto-ricanischen Stadt San Juan das erste Restaurant in der Karibik eröffnet. Am 16. Juni 2016 eröffnete im Einkaufszentrum Disneytown in Pudong, Shanghai, die erste Cheesecake Factory Ostasiens. Im Mai 2017 folgte ein weiteres Restaurant in Tsim Sha Tsui, Hongkong.
Am 12. April 2017 gab das Unternehmen bekannt, auch auf dem kanadischen Markt expandieren zu wollen, im November 2017 wurde der neue Standort auf etwa 1.000 m² im Yorkdale Shopping Center in Toronto, Ontario, eröffnet. Daneben betreibt das Unternehmen auch drei Standorte in Mexiko.

## Weitere Restaurants und Franchises

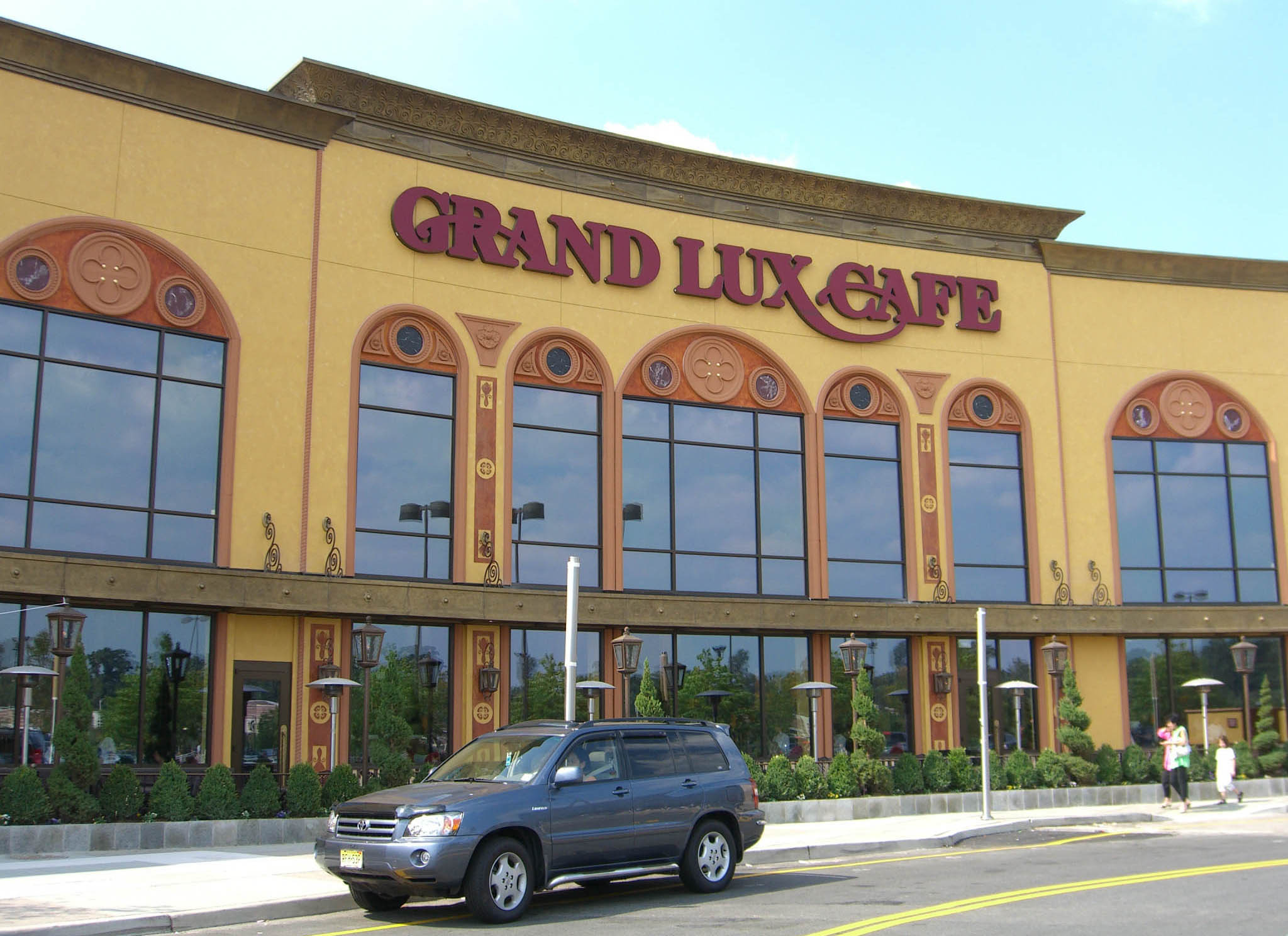
Grand Lux Cafe in Paramus, New Jersey

### Grand Lux Cafe
Das Grand Lux Cafe wurde ursprünglich im Jahr 1999 als gehobenes Restaurant für das Venetian Resort Hotel am Las Vegas Strip entworfen und ist nach italienischen Vorbildern gestaltet. Der Name wurde gewählt, um den Fünf-Kilometer-Radius zwischen den bereits vorhandenen Restaurants der Kette einhalten zu können. Die Cafes bieten neben amerikanischem und europäischem Essen auch exotische Küche an. Aktuell gibt es Grand Lux Cafes in Florida, Georgia, Illinois, Nevada, New Jersey, New York, Pennsylvania und Texas. 2013 wurden drei Grand Lux Cafes wegen zu geringer Rentabilität geschlossen.

### RockSugar Southeast Asian Kitchen
Das RockSugar Southeast Asian Kitchen wurde am 19. Juni 2008 in Century City eröffnet und bietet asiatische Küche an, chinesische und japanische Küche werden jedoch ausgeschlossen, da diese in den Cheesecake-Factory-Filialen angeboten werden. Im November 2017 wurde in Oak Brook, Illinois, ein zweiter Standort eröffnet. Letzterer wurde im Dezember 2019 aufgegeben.

## Kritik
The Cheesecake Factory steht in der Kritik, große Mengen an fett- und daher energiereichen Nahrungsmitteln ohne gesunde Menüoptionen anzubieten. Am 7. Juni 1996 berichtete die Time, ein Stück des originalen Cheesecake-Factory-Käsekuchens enthalte soviel Fett wie eine Pizza-Hut-Salami-Pizza und zwei Bananensplits zusammen. 2010 wurde das Unternehmen aus diesem Grund vom Men’s-Health-Magazin zum „schlechtesten Familienrestaurant Amerikas“ gekürt. So enthält zum Beispiel ein Sandwich etwa 1.400 kcal. 2013 ermittelte das Center for Science in the Public Interest, dass ein Gericht mit dem Namen „Bistro Shrimp Pasta“ etwa 3.120 kcal und 89 Gramm Fett enthält, mehr als jedes andere Gericht auf der Karte. Ein weiteres Gericht namens „Crispy Chicken“ enthalte mit 2.610 kcal mehr Energie als ein zwölfteiliges gebratenes Huhn. Das Landwirtschaftsministerium der Vereinigten Staaten gibt in seinen Ernährungsrichtlinien die empfohlene Tagesmenge für eine normalgewichtige Frau mit 2.000 kcal an. Der Anteil an gesättigten Fettsäuren sollte 22 Gramm nicht überschreiten. The Cheesecake Factory bietet inzwischen sogenannte energiereduzierte „SkinnyLicious-Menüs“ an, die weniger als 580 kcal enthalten.

## Sonstiges
- Penny aus der Sitcom The Big Bang Theory arbeitet als Kellnerin in einer Filiale der Restaurantkette.